# ミトガワワタル
ミトガワ ワタル（1月30日 - ）は、日本の漫画家。別名義は三途河 ワタル（読みは同じ）。

## 来歴
2012年12月10日発売の『ニュータイプエース』Vol.16（角川書店）よりテレビアニメ『翠星のガルガンティア』のコミカライズを連載した後、ウェブコミック配信サイト『ComicWalker』（同）でオリジナル作品『サムライエッジ』を連載。
2017年に『サンデーうぇぶり』（小学館）で連載を開始した『されど罪人は竜と踊る 輪舞』では、「ミトガワワタル」名義で発表。

## 作品
- 翠星のガルガンティア（原作：オケアノス、キャラクター原案：鳴子ハナハル、全3巻）

『ニュータイプエース』（角川書店）Vol.16 - 23、休刊後『角川ニコニコエース』89 - 115号
- サムライエッジ（1巻）

『ComicWalker』（KADOKAWA）、2014年 - 2015年9月
- されど罪人は竜と踊る 輪舞（原作：浅井ラボ、キャラクター原案：宮城/ざいん、全4巻）

『サンデーうぇぶり』（小学館）、2017年 - 2018年
- ガンバレッド×シスターズ（全4巻）

『月刊サンデーGX』（小学館）、2019年 - 2021年
- ちえりの恋は8メートル（全6巻）

『少年ジャンプ+』（集英社）、2022年10月2日 -2025年1月26日